# Concepción (Intibucá)
Pour les articles homonymes, voir Concepción.
Concepción est une municipalité du Honduras, située dans le département de Intibucá.
Fondée en 1867, la municipalité comprend 9 villages et 57 hameaux.

## Crédit d'auteurs
- (en) Cet article est partiellement ou en totalité issu de l’article de Wikipédia en anglais intitulé « Concepción, Intibucá » (voir la liste des auteurs).